# 조색기구

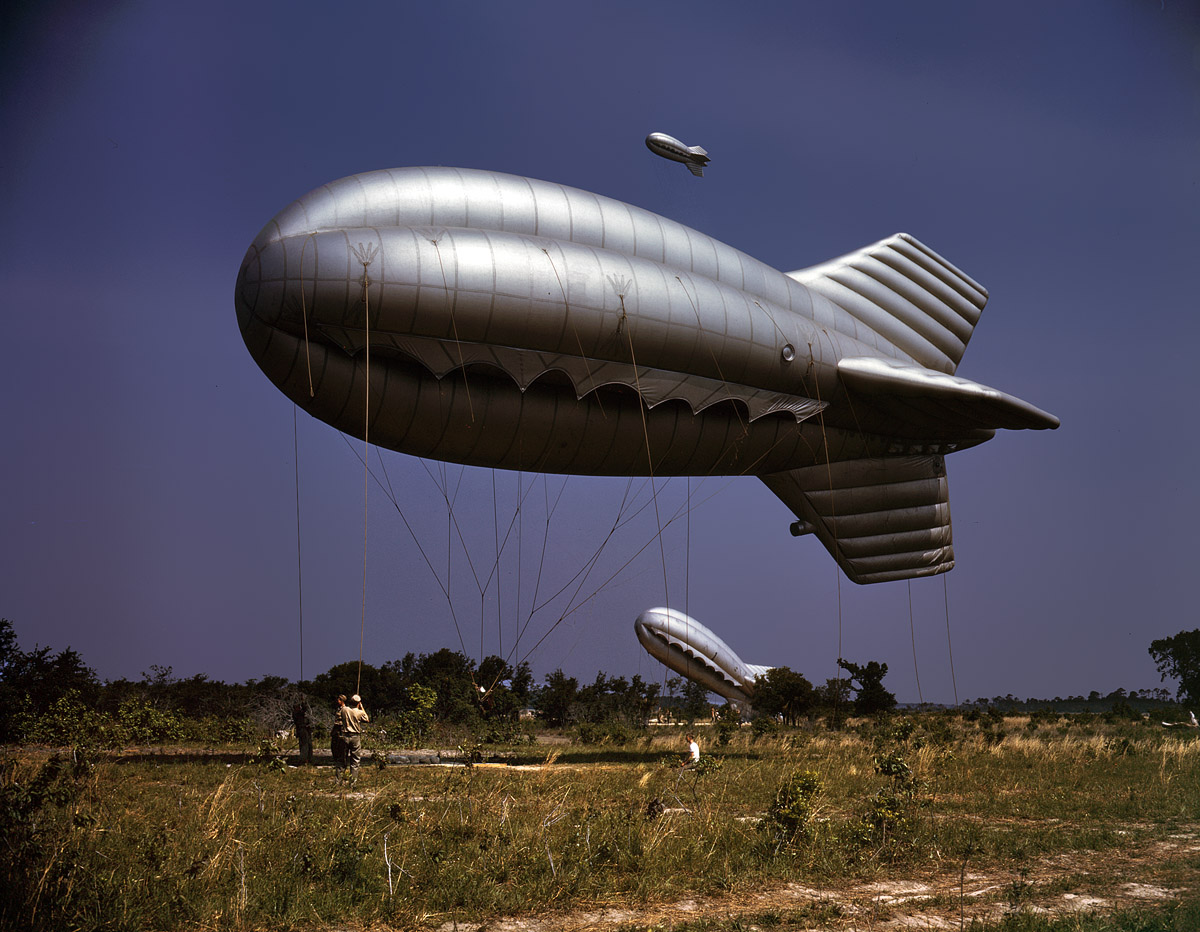
1942년 5월 패리스 섬에 조색기구를 띄운 사진

조색기구(阻塞氣球, barrage balloon)는 금속 케이블로 묶어놓은 커다란 기구로서, 공중에 띄어 놓고 적 군용기를 방해하는 용도로 사용하는 방공장비이다. 적기가 기구에 충돌하거나 금속 케이블에 엉켜 추락하게 만들기 위한 것이며, 이 목적을 달성하지 못한다 해도 최소한 접근을 어렵게 만들 수 있다. 강풍에도 버틸 수 있기 위해 대개 구형보다는 비행선처럼 길쭉한 모양으로 만들어졌다. 일부 조색기구는 작은 멍텅구리 폭탄이 내장되어 충돌한 적기의 확인사살을 노리기도 했다. 그러나 기구 자체의 무게와 케이블의 길이 문제가 있기 때문에 고고도 항공기에게는 큰 위력을 발휘하지 못했다.

## 같이 보기
- 에어로스탯